# Voszka Éva
Voszka Éva (Budapest, 1953. szeptember 17. –) magyar közgazdász, gazdaságtörténész, egyetemi tanár, a Magyar Tudományos Akadémia rendes tagja. Kutatási területe az állam-vállalat viszony, a magyar privatizáció, az állami vagyon helyzete és kezelése, valamint a vállalatirányítás. A privatizáció és az állami vagyonról több monográfiát is írt.

## Életpályája
Budapesten született, édesapja Voszka Rudolf fizikus, testvére Voszka István biofizikus. Egyetemi tanulmányait 1971-ben kezdte meg a Marx Károly Közgazdaságtudományi Egyetemen, ahol 1976-ban szerzett közgazdász diplomát. Emellett 1978-tól az Eötvös Loránd Tudományegyetem Bölcsészettudományi Karán tanult szociológiát. Itt 1981-ben szerzett diplomát. Közben 1980-ban megvédte egyetemi doktori disszertációját az MKKE-n. 1976-ban került a Pénzügykutató Intézethez (később: Pénzügykutató Zrt.) tudományos munkatársként, később főmunkatárs lett, majd 1987-ben tudományos tanácsadó. 1991 és 1995 között a Köztársasági Elnöki Hivatalban dolgozott Göncz Árpád gazdasági tanácsadójaként. Eközben 1993 és 1998 között a Budapesti Közgazdaságtudományi Egyetem, 1996 és 1999 között a CEU, valamint 2004 és 2005 között a Színház- és Filmművészeti Egyetem óraadó tanáraként is tevékenykedett. 2009-ben kezdett el a Szegedi Tudományegyetem Pénzügyek és Nemzetközi Gazdasági Kapcsolatok Intézetében tanítani, tudományos tanácsadóként. egyetemi tanári kinevezését 2011-ben kapta meg.
1985-ben védte meg a közgazdaság-tudomány kandidátusi, 2005-ben pedig akadémiai doktori értekezését. Az MTA Közgazdaság-tudományi Bizottságának lett tagja, 2005 és 2008 között az MTA társadalomtudományi kuratóriumában is tevékenykedett. 2019-ben megválasztották a Magyar Tudományos Akadémia levelező, 2025-ben rendes tagjává. A gazdasági életben is aktív szereplő volt: 1996 és 2009 között a Budapesti Közlekedési Zrt. (BKV), valamint 2002 és 2008 között a Magyar Villamos Művek Zrt. (MVM) igazgatóságának volt tagja. Számos folyóirat szerkesztőbizottságában is részt vett, így az Acta Oeconomica (2000-től), a Közgazdasági Szemle (1994–2008), a Holmi (2005-től) és a Pénzügyi Szemle (2005-től). Több mint száznegyven tudományos közlemény szerzője vagy szerkesztője. Publikációit általában magyar és angol nyelven adja közre.

## Díjai, elismerései
- Versenykultúráért díj (2006)
- Káldor Miklós-díj (2007)[1]
- A Magyar Köztársasági Érdemrend lovagkeresztje (2008)

## Főbb publikációi
- Érdek és kölcsönös függőség (1984)
- Reform és átszervezés a nyolcvanas években (1986)
- Hármasút: Kormányzati felfogások a gazdaságpolitikáról és az irányításról (1990)
- Az agyaglábakon álló óriás: Az Állami Vagyonkezelő Részvénytársaság felállítása és működése (1995)
- A dinoszauruszok esélyei: Nagyvállalati szerkezetátalakítás és privatizáció (1997)
- Spontán privatizáció (1998)
- Versenyteremtés – alkuval: Demonopolizáció és állami támogatás az átalakulás idején (2004)
- Kaleidoszkóp: Versenyhelyzet Magyarországon (Laki Mihállyal, 2008, 2010)
- Válság és válságkezelés az Európai Unió kohéziós országaiban (társszerk., 2012)
- Az állami tulajdon pillanatai: Gazdaságtörténeti és tudománytörténeti nézőpontok (2018)
- Challenges in national and international economic policies (Udvari Beátával, 2019)